# Petra Marklund
Petra Linnea Paula Eos Marklund, pseud. September (ur. 12 września 1984 w Älcie) – szwedzka piosenkarka, wykonująca muzykę z gatunku pop i dance.

## Życiorys
Urodziła się w Älcie niedaleko Sztokholmu. Jej ojciec jest profesorem astrofizyki, a matka, Słowenka, zajmowała się muzyką. Ma starszą siostrę, Annę, która jest projektantką mody. Od 2009 mieszka w Londynie.

## Kariera

### 2003–2004:September
W wieku 18 lat, zaraz po ukończeniu szkoły średniej, podpisała pierwszy kontrakt z wytwórnią Stockholm Records, nakładem której wydała swój debiutancki album pt. September. Płytę promowała singlami: „La La La (Never Give It Up)”, „We Can Do It” i „September All Over”. Ze względu na niski poziom promocji, album osiągnął umiarkowany sukces na listach sprzedaży.

### 2005–2007:In Orbit
W lipcu 2005 wydała singiel „Satellites”, którym promowała album pt. In Orbit. Singiel został pozytywnie przyjęty w Szwecji, gdzie sprzedał się w nakładzie ponad 20 tys. kopii, za co September uzyskała status platynowej płyty. Po sukcesie singla w Szwecji i innych krajach (m.in. w Polsce – trzecie miejsce na liście 30 Ton) piosenka została wydana również w Stanach Zjednoczonych, gdzie dwa razy osiągnęła ósmą pozycję na liście Billboard Hot Dance Airplay Chart. 19 października 2005, na tydzień przed ukazaniem się albumu In Orbit, wydała singiel „Looking for Love”, który nie odniósł komercyjnego sukcesu ani w Szwecji, ani w innych krajach. 26 października wydała album pt. In Orbit. Płyta nie odniosła sukcesu na liście sprzedaży albumów w Szwecji. Za krążek otrzymała nagrodę Grammis za najlepszy klubowy / taneczny album. Również w Finlandii za In Orbit otrzymała nagrodę NRJ Music Awards za najlepszy taneczny album. W Polsce, dzięki wysokiej sprzedaży, album uzyskał status złotej płyty, sprzedając się w nakładzie ponad 10 tys. kopii. Dzięki wysokiej sprzedaży albumu w Polsce, nakładem wytwórni Magic Records została wydana reedycja albumu, przeznaczona tylko na rynek polski. Rozszerzona edycja albumu, zawierała dodatkowo trzy remiksy, oraz płytę DVD z czterema teledyskami i galerią zdjęć. Kolejną piosenką, promującą wydany już album, został utwór pt. „Flowers on the Grave”. Piosenka wydana została tylko w Szwecji, w marcu 2006. Przez bardzo niską sprzedaż wytwórnia zdecydowała, że w innych krajach europejskich trzecim singlem promującym album In Orbit zostanie piosenka „It Doesn’t Matter”, która latem 2006 została wysłana do stacji radiowych, m.in. w Polsce. Piosenka w żadnym kraju nie została wydana jako CD singiel, również nie powstał teledysk do tego utworu, co było powodem przeciętnych sukcesów piosenki na listach airplay. Ostatnim singlem promującym album September została piosenka „Cry for You”, wydana w listopadzie 2006. W Szwecji singiel sprzedał się w nakładzie ponad 10 tys. kopii i uzyskał status złotej płyty. Cry for You został drugą piosenką September wydaną również w Stanach Zjednoczonych, gdzie przez trzy tygodnie utrzymywał się na pierwszym miejscu listy Billboard Hot Dance Airplay.
Latem 2007 wzięła udział w letniej trasie koncertowej TVP2 i Radia Eska – Hity na czasie. Zdobyła również nagrodę Eska Music Awards 2007 w kategorii Hit Roku Świat (za „Satellites”). Z piosenką „Cry for You” została zakwalifikowana do finału w konkursie o Bursztynowego Słowika 44. Międzynarodowego Sopot Festival, 1 września 2007, gdzie zajęła trzecie miejsce w głosowaniu telewidzów. Odwiedziła Polskę również w październiku, kiedy to zagrała na imprezie promującej ofertę Orange Music. Przebój „Cry for You” stał się motywem spotu promującego taryfę Orange. September promowała też swój album na wielu innych, mniejszych imprezach w Polsce (np. na koncertach w czasie tzw. "dni miast").

### 2007–2010:Dancing Shoesi międzynarodowa kariera
W czerwcu 2007 wydała singiel „Can’t Get Over”, który zapowiadała album Dancing Shoes wydany 26 września 2007 w Szwecji. Później płytę wydał również m.in. w Rumunii, Czechach i Polsce, gdzie za sprzedaż albumu otrzymała złotą płytę, jednak certyfikat ten nigdy nie został oficjalnie przyznany przez ZPAV. Kolejnym singlem promującym longplay wokalistki została piosenka „Until I Die”, która odniosła sukces zarówno w Szwecji (5 pozycja na liście Top 60 Singli) jak i w Polsce (2 pozycja na liście Top 5 Airplay). Utwór, jak i teledysk, został wykorzystany w kampanii promującej taryfę MixPlus. Ostatnią piosenką promującą album był remiks ballady „Because I Love You” wykonany przez Dave Ramone’a. Ze względu na brak promocji utwór nie osiągnął sukcesu komercyjnego w Szwecji. September promowała w Polsce, występując na wielu imprezach, np. podczas Sylwestra 2007 na placu Defilad w Warszawie, gali Eska Music Awards 2008 czy jako gwiazda wieczoru Sopot Hit Festiwalu 2009, a także na licznych, lokalnych imprezach.
Po zakończeniu promocji swojego trzeciego albumu we wschodniej Europie podpisała kontrakt z brytyjską wytwórnią płytową (Hard2Beat Records), która wydała zremiksowaną wersję singla „Cry for You” (tzw. UK Radio Edit) latem 2008, na terenie Anglii i Irlandii. Piosenka osiągnęła ogromny sukces utrzymując się przez dwa tygodnie na piątej pozycji listy Top 100 singli w Anglii i sprzedając się w nakładzie ponad 200 tys. kopii, zyskując status srebrnej płyty w tym kraju. Dzięki temu osiągnięciu piosenkarka mogła podpisać kontrakty z innymi wytwórniami na świecie, które wydały zremiksowaną wersję singla w innych krajach europejskich (m.in. Niemcy, Francja (srebrna płyta), Rosja, Austria, Szwajcarii (złota płyta), Dania (złota płyta)), a także w Australii (złota płyta za sprzedaż powyżej 35 tys. kopii) i Nowej Zelandii. Nowy miks piosenki został ponownie wydany w Stanach Zjednoczonych i w Kanadzie (złota płyta za sprzedaż ponad 20 tys. kopii tylko w wersji digital download – brak wydania w formacie CD). Kolejnym singlem został remiks piosenki „Can’t Get Over”, który w przeciwieństwie do singla go poprzedzającego, nie został dobrze przyjęty przez słuchaczy w Anglii i z tego powodu nie został wydany w większości państw, w których wydano „Cry for You” (tylko Australia i Stany Zjednoczone). Następnym singlem zostać miał utwór „Leave It All Behind”, jednak z niewiadomych przyczyn wytwórnia zmieniła zdanie i singlem miał zostać kolejny remiks, tym razem piosenki „Until I Die”. Singiel ten, jak i dwa poprzednie, miał promować wydawnictwo September Cry for You – The Album, jednak ponownie oficjalna premiera singla została odwołana, a album wydano tylko w formacie digital download, przez co nie odniósł on komercyjnego sukcesu. Nigdy nie podano oficjalnych informacji wyjaśniających zaprzestanie promocji poszczególnych wydawnictw piosenkarki.
W listopadzie 2010 September otrzymała złotą płytę za sprzedaż 500 tys. kopii singla „Cry for You” w Stanach Zjednoczonych, zostając pierwszą od ponad 10 lat szwedzką artystką, która tego dokonała.

### 2011–2012:Love CPR

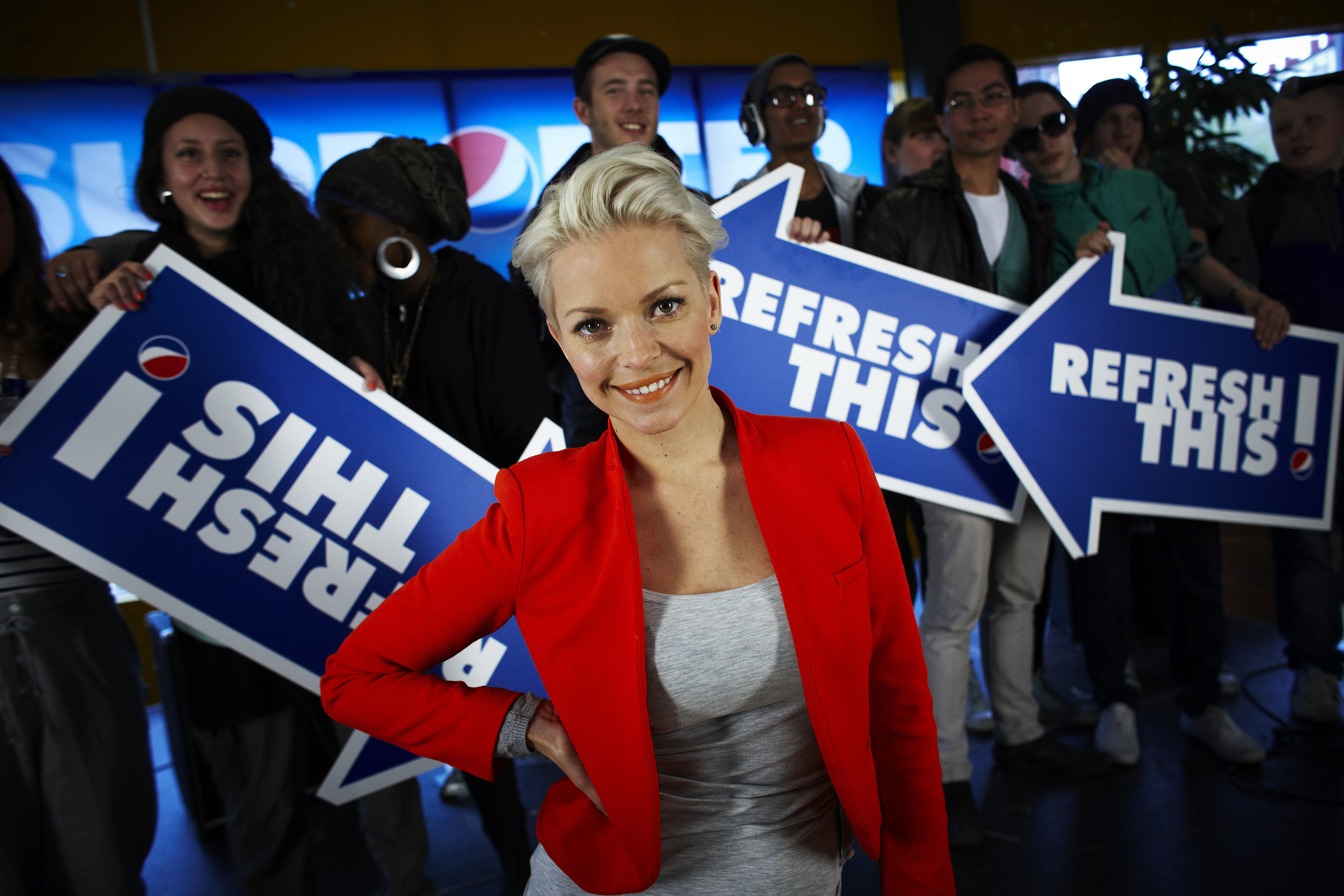
September (2011)

14 lutego 2011 wydała album pt. Love CPR, który wydała w formacie digital w internetowym sklepie iTunes Store na terenie całej Skandynawii, a dwa dni później płyta trafiła do sklepów w formacie CD. Wydawnictwo, dzięki sukcesowi singli promujących album: „Resuscitate Me”, „Mikrofonkåt”, „Party In My Head”, „Kärlekens tunga”, „Vem ska jag tro på” i „Baksmälla” oraz licznym występom artystki w programach radiowych i telewizyjnych, trafiło na szczyt Top 60 Album Charts w Szwecji, a także osiągnęło status złotej płyty (sprzedaż ponad 20 tys. kopii) w Szwecji.

### 2012–2015:Inferno, Allsång på Skansen
We wrześniu 2012 poinformowała, że rezygnuje ze swojego pseudonimu i zapowiedziała, że od tej pory nagrywa pod swoim imieniem i nazwiskiem. 14 września 2012 wydała singiel „Händerna mot himlen”, do którego nakręciła teledysk. 17 października 2012 wydała szwedzkojęzyczny album pt. Inferno, za którego sprzedaż otrzymała złotą płytę w pierwszym tygodniu sprzedaży w Szwecji. Album zadebiutował na pierwszym miejscu szwedzkiej listy przebojów Sverigetopplistan i utrzymywał się na niej przez 38 tygodni. Ostatecznie zyskał miano platynowej płyty sprzedając się w ponad 100 tys. egzemplarzy. 17 stycznia 2013 opublikowała teledysk do drugiego singla, „Sanningen”.
W latach 2014–2015 poprowadziła program Allsång på Skansen w SVT.

## Dyskografia

### Albumy
- September (2004)
- In Orbit (2005)
- Dancing Shoes (2007)
- Love CPR (2011)
- Inferno (2012)
- Ensam inte stark (2015)